# Leptozestis
Leptozestis là một chi bướm đêm thuộc họ Cosmopterigidae.

## Hình ảnh

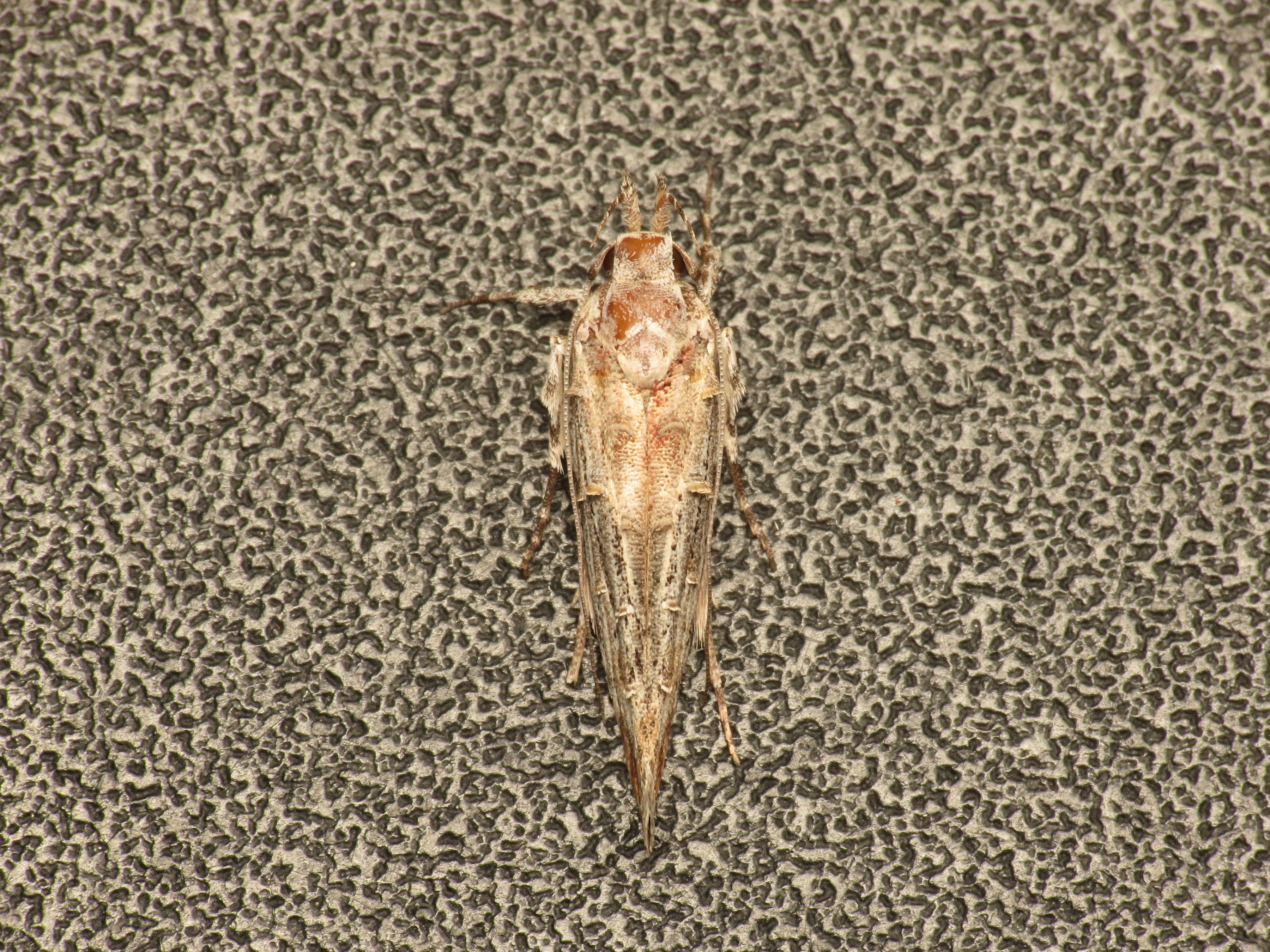
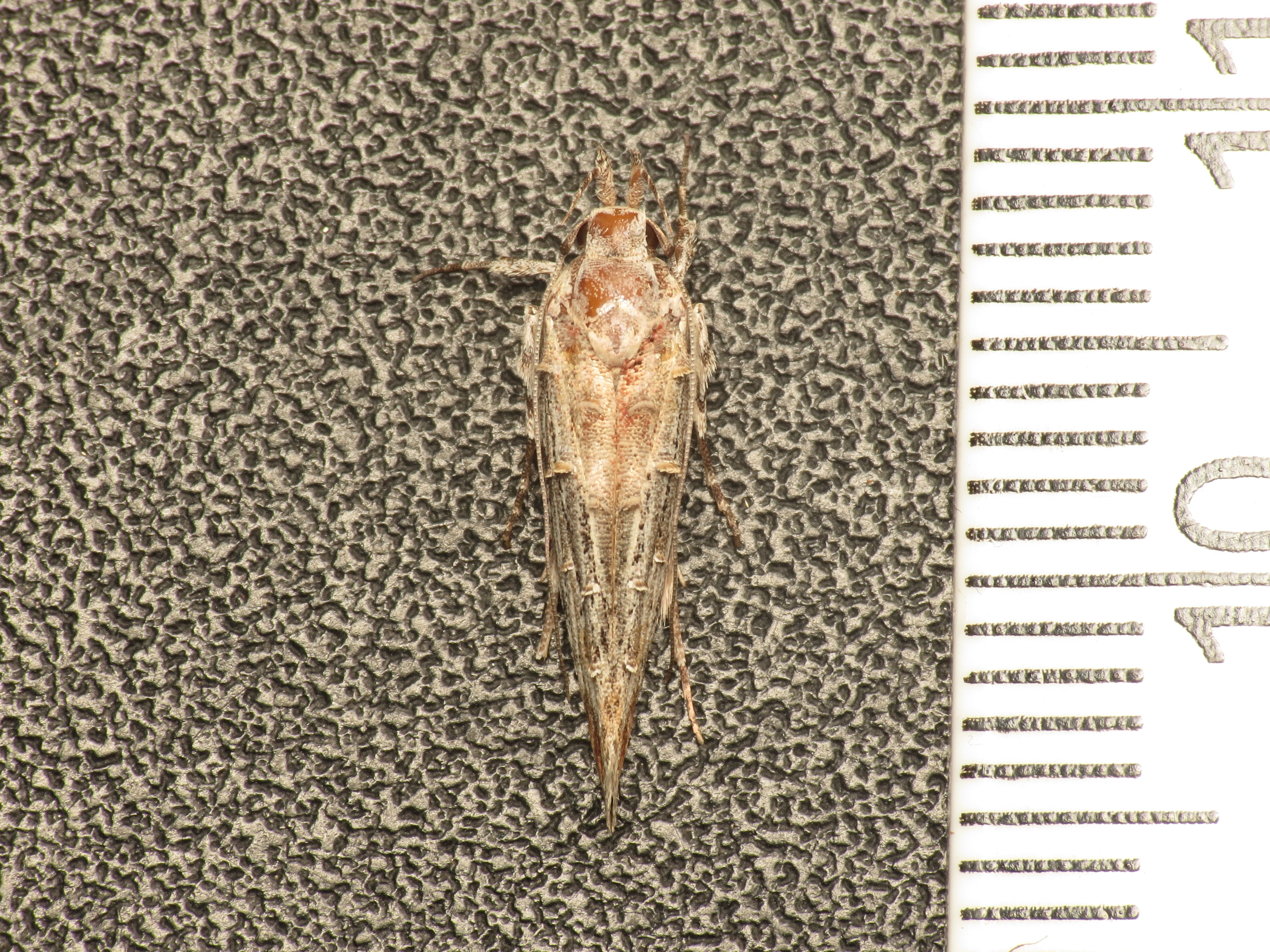
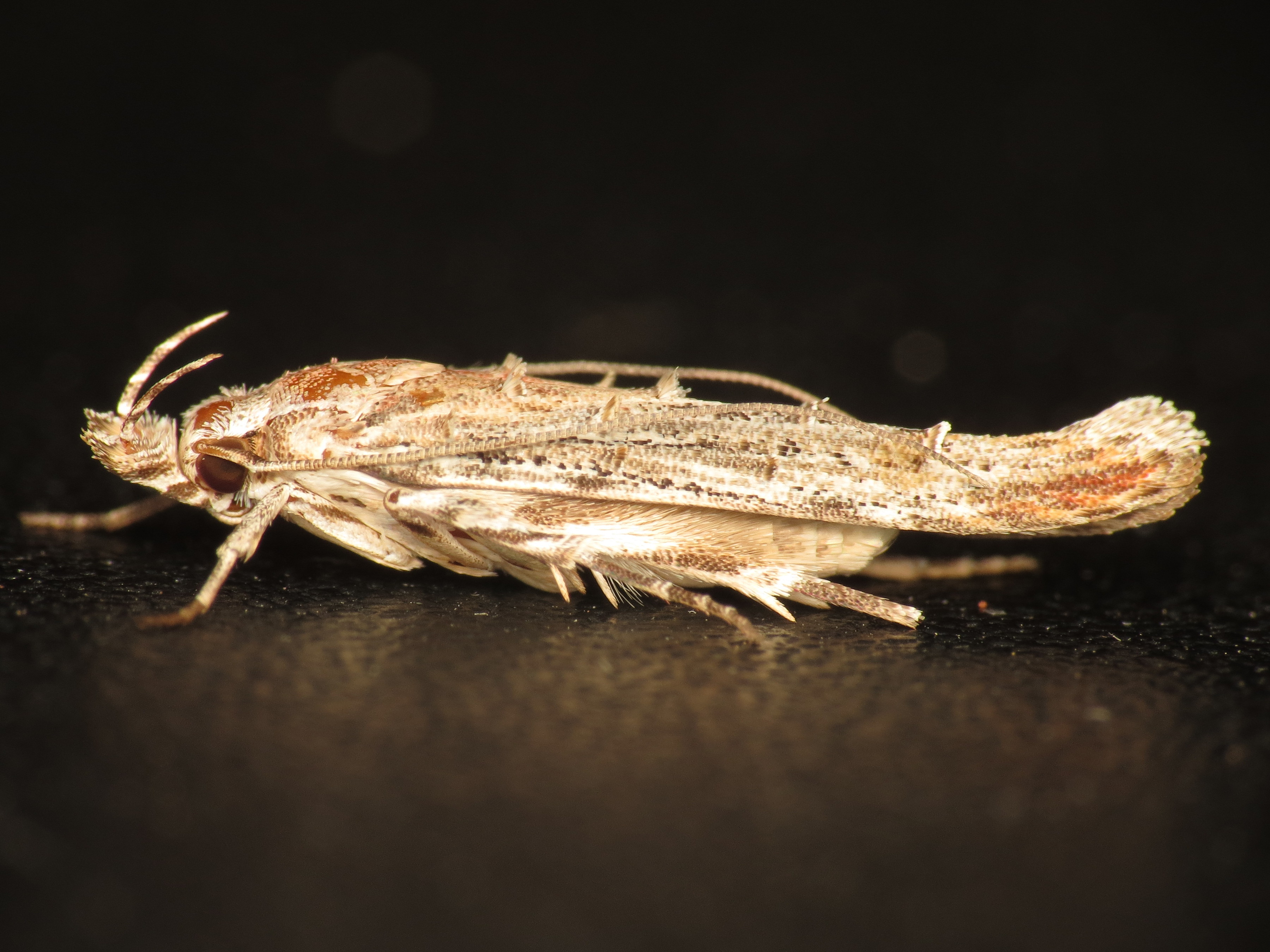